# Curtiss JN-4

Dreiseitenriss der JN-4D-2

Die Curtiss JN-4 Jenny ist ein Doppeldecker, der kurz vor dem Ersten Weltkrieg vom US-Amerikaner Glenn Curtiss entwickelt worden war und während des Krieges als Schulflugzeug benutzt wurde. Sie war das erste massenproduzierte und in großen Stückzahlen hergestellte Flugzeug in den USA, obwohl sie technologisch keine Besonderheiten aufwies.

## Geschichte
Die Entwicklung der Curtis JN-4 beruhte auf dem Problem, dass während der Ausbildung mehr Piloten ums Leben kamen (rund 8000), als während eigentlicher Kampfhandlungen (rund 6000). Daher war der Bedarf nach einem gutmütigen Ausbildungsflugzeug groß, das über extreme Langsamflugeigenschaften verfügte. Die Landegeschwindigkeit betrug nur rund 60 km/h, was die Überlebenswahrscheinlichkeit der Flugschüler drastisch erhöhte. Als Curtiss mehrere Entwürfe entwickelt hatte, war in Europa der Krieg bereits in vollem Gange. Das Royal Flying Corps war sein erster Großkunde, und diese Bestellung trieb die Popularität der Jenny als Schulungsflugzeug weiter voran. Sie war nicht schnell und wendig genug, um als Kampfflugzeug eingesetzt zu werden. Allerdings wurden auf ihr, ab dem US-amerikanischen Kriegseintritt im April 1917, ca. 95 % aller US-amerikanischen und kanadischen Piloten geschult.
Insgesamt wurden 6.813 Maschinen gebaut. 1926 musste die Produktion aus Flugsicherheitsgründen eingestellt werden.
Nach dem Ersten Weltkrieg wurden viele Maschinen auf dem zivilen Markt verkauft. Sie war z. B. das erste Flugzeug von Charles Lindbergh und Carl Ben Eielson. Die geringe Geschwindigkeit und die hohe Stabilität machte sie ideal für Stunt- und Aerobatikdarstellungen, was in Verbindung mit den vielen arbeitslosen Kampfpiloten zu einem Boom von spektakulären Flugdarstellungen nach dem Ersten Weltkrieg führte. Einige flogen noch in den 1930er Jahren.

## Eigenschaften
Die Jenny war groß und langsam, ihre Steuerung reagierte recht träge. Die Vorflugkontrolle musste ausführlich sein, es wurde geprüft, ob alle Drähte, Streben, Stoffe und verschiedene andere Teile richtig befestigt waren. Selbst an kälteren Tagen konnte man eine Jenny gerade mal zu einem maximalen Steigflug von 122 Metern pro Minute bewegen.

## Technische Daten

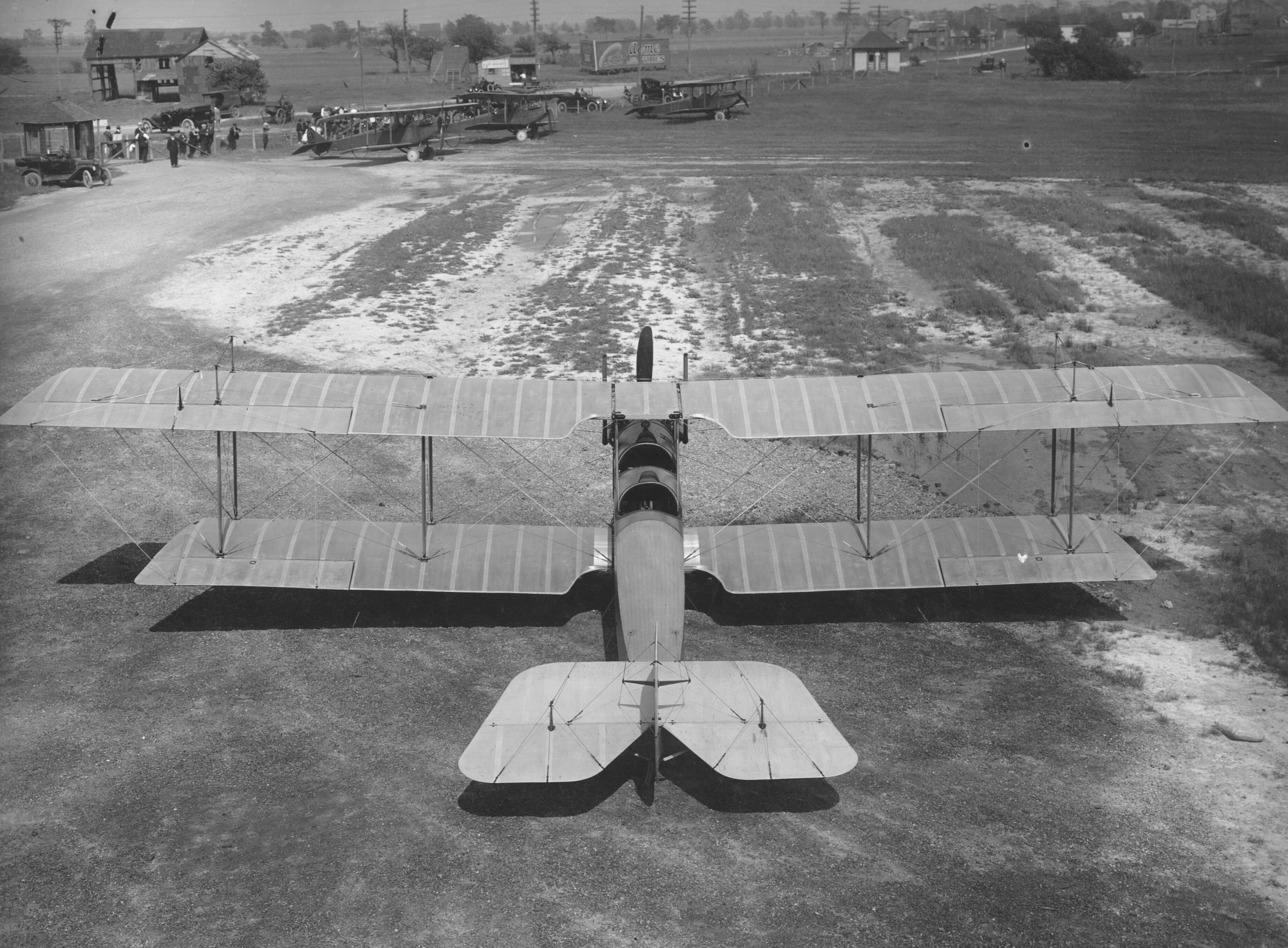
Curtiss JN-4 auf dem Flugfeld, ungefähr 1917

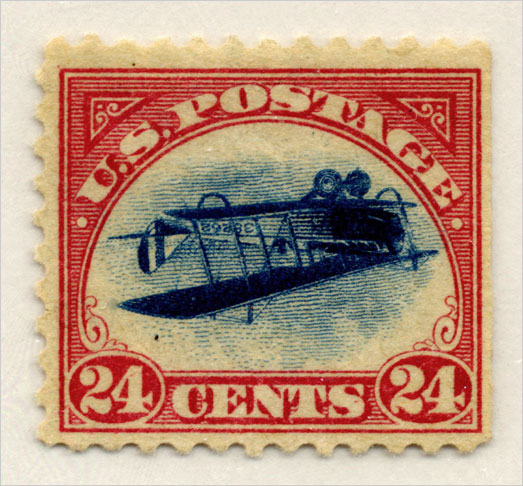
Briefmarke mit einer in Rückenfluglage dargestellten Curtiss JN-4. Dieser berühmte Fehldruck von 1918 ist als „Inverted Jenny“ bekannt.

| Kenngröße             | Daten der JN-4                     |
| --------------------- | ---------------------------------- |
| Besatzung             | 2                                  |
| Länge                 | 8,3 m                              |
| Spannweite            | 13,35 m                            |
| Leermasse             | 662,25 kg                          |
| max. Startmasse       | 871 kg                             |
| Höchstgeschwindigkeit | 121 km/h                           |
| Dienstgipfelhöhe      | 3353 m                             |
| Reichweite            | 257 km                             |
| Triebwerk             | ein Curtiss OX-5 mit 90 PS (66 kW) |
| Treibstoffmenge       | 79 l                               |

## Briefmarke „Inverted Jenny“
Inverted Jenny ist der Name eines Fehldrucks einer US-amerikanischen Briefmarke von 1918, die die Jenny über den Rahmen der Flugzeuginteressierten bekannt machte.